# 11 Sagittarii

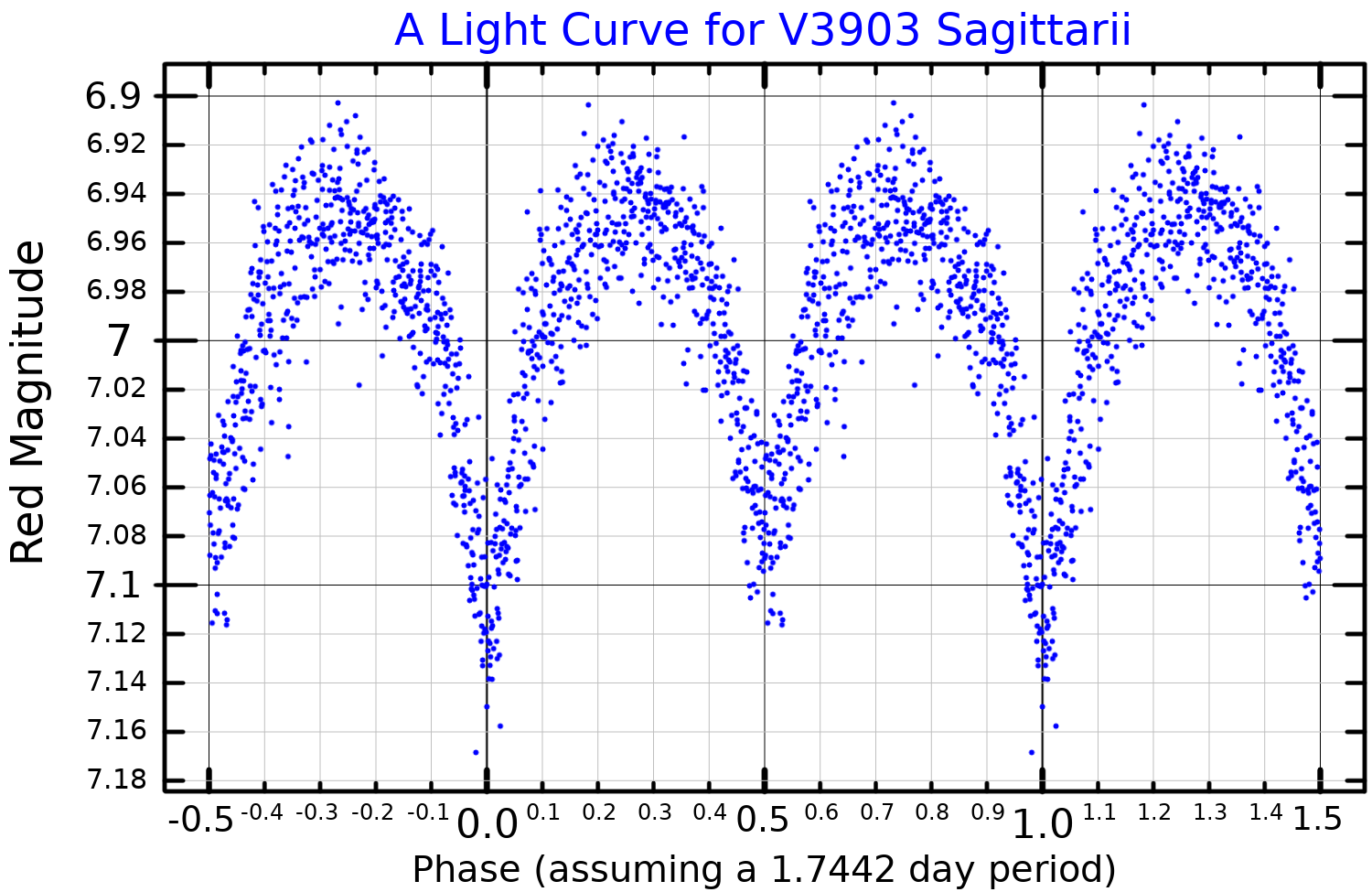
Rödljusplott för V3903

11 Sagittarii är en orange jätte i stjärnbilden Skytten. Den benämns tidigare med sin HR-designation, HR 6801. och hade från början Flamsteedbeteckningen 1 Sagittarii, en designation som inte längre används. Som variabel stjärna har den designationen V3903 Sagittarii och klassas som Algolvariabel.
11 Sagittarii varierar i visuell magnitud mellan 7,26 och 7,49 och kräver fältkikare för att kunna observeras. Den befinner sig på ett avstånd av ungefär 255 ljusår.